# Il pirata e il condottiero
Il pirata e il condottiero è un romanzo di ambientazione storica scritto da Anna Spissu, con prefazione di Raul Montanari, e pubblicato nel 2008 dalla casa editrice Corbaccio.
Protagonisti della vicenda sono il principe-ammiraglio Andrea Doria, personalità fra le più autorevoli al tempo della Repubblica di Genova, e Thorgud, più conosciuto come Dragut, famigerato pirata temuto per le sue incursioni nel mar Mediterraneo (inclusa la zona del golfo del Tigullio, di cui è originaria l'autrice del libro).
Il romanzo miscela i personaggi realmente esistiti e vicende di fantasia ed è raccontato in prima persona secondo la visione in soggettiva dei protagonisti. A dare scorrevolezza al testo sono state inserite - a mo' di inserto - brevi storie ambientate in epoca contemporanea. Lo scopo del libro, in un racconto che evidenzia la possibile malvagità congenita dell'animo umano, è stato, quindi, immaginare una possibile correlazione tra queste due figure e cosa esse si siano potute dire.
Dragut cadde effettivamente nelle mani del principe-ammiraglio: nel 1540 a Gozo, di ritorno da una scorreria a Pantelleria, fu accerchiato e sconfitto da Giannettino Doria. Catturato, fu consegnato ad Andrea Doria che lo fece incatenare come galeotto ai remi della sua nave ammiraglia per quattro anni.

## Soggetto
Le note di copertina illustrano l'epoca di ambientazione e la trama del romanzo riassunta per sommi capi. Nel XVI secolo l'Europa è dilaniata da guerre intestine determinate dalla rivalità fra i sovrani di due grandi potenze: Carlo V d'Asburgo e Francesco I di Francia. Gli attacchi dei pirati si succedono sempre più frequenti sulle coste del mar Mediterraneo mentre l'Impero ottomano si spinge fin quasi a Vienna.
È in questo quadro storico che Dragut diviene l'uomo più ricercato dalla cristianità. Sulle sue tracce si mette l'ammiraglio Andrea Doria che, aiutato dai componenti della sua famiglia, dà l'avvio ad una serie di avventure che si intrecciano l'una con l'altra.

## Luoghi citati
- L'isola della Fanciulla, scoglio del Salento
- Vico Dragut, vicolo un tempo esistente nella cittadina ligure di Lavagna

## L'autrice
Anna Spissu, di padre sardo e madre ligure, è nata a Lavagna e risiede a Milano, dove svolge attività di fiscalista. Appassionata di letteratura, ha pubblicato un libro di poesie ed un racconto sulla battaglia delle Termopili. È stata selezionata per l'antologia del premio letterario Racconti nella Rete 2005 pubblicata da Newton Compton. Per la redazione de Il pirata e il condottiero ha consultato testi storici incluso un vasto repertorio di leggende.

## Edizioni
- Anna Spissu, Il pirata e il condottiero, collana Narratori, Corbaccio, 2008,  p. 189, ISBN 978-88-7972-910-9.